# Sorbonne Nouvelle

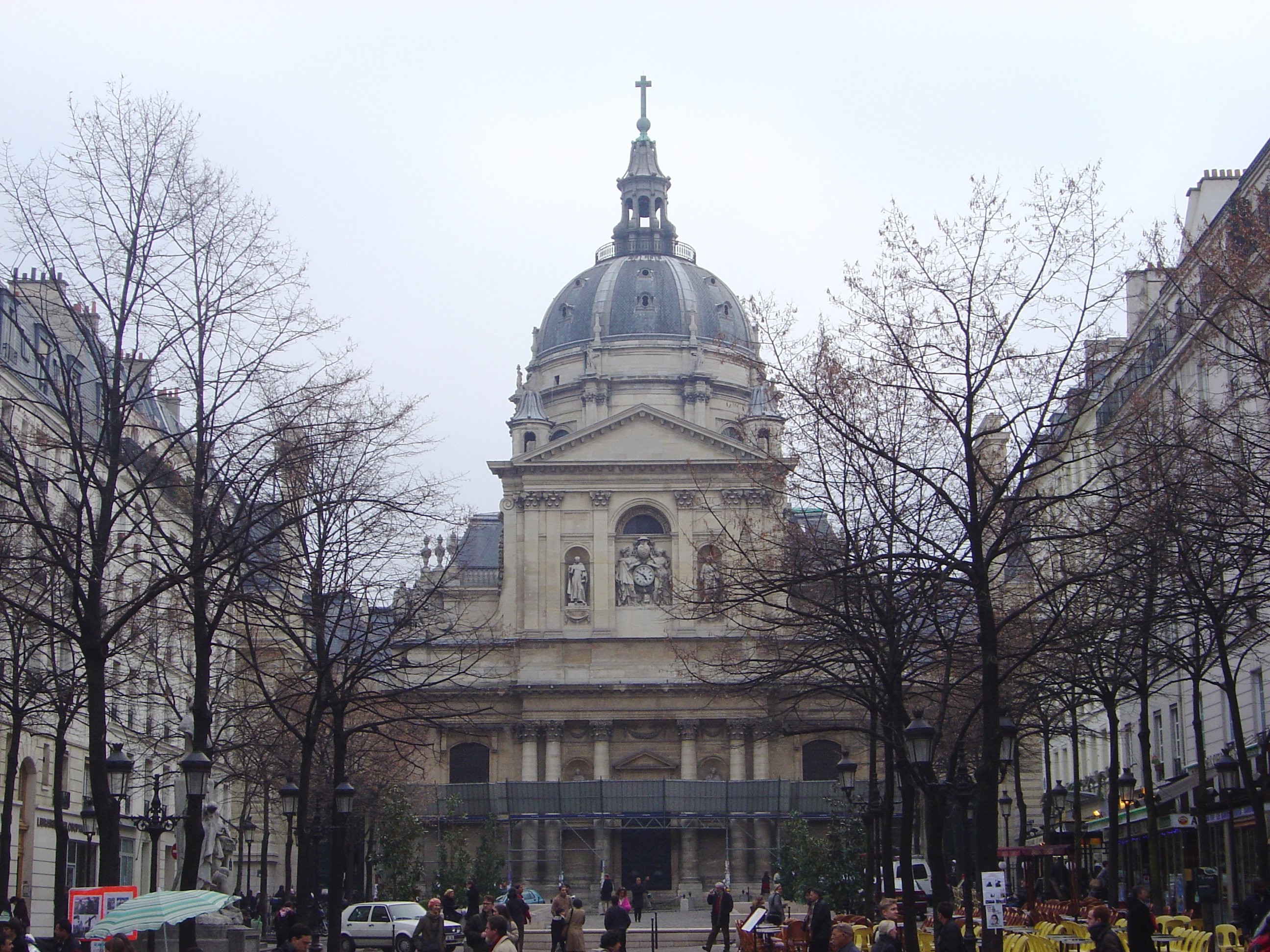
A capela da Sorbonne no campus da Sorbonne Nouvelle, que tem aí sua sede administrativa.

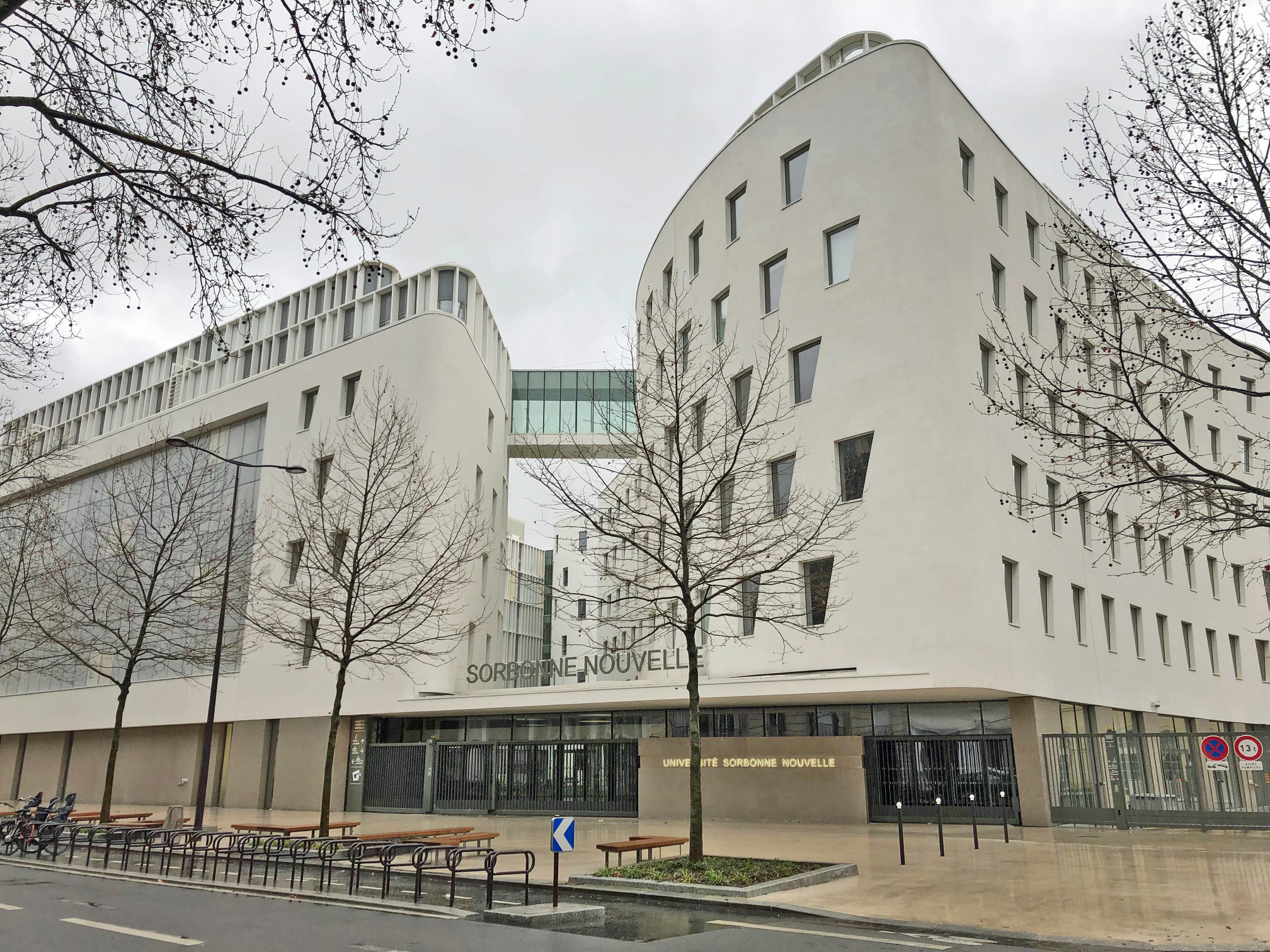
Campus Nation da Sorbonne Nouvelle na rue de Picpus.l.

A Universidade Sorbonne Nouvelle - Paris III, literalmente "Nova Sorbonne" (fr: Université Sorbonne nouvelle - Paris III) é uma das treze universidades que surgiram após a fragmentação, em 1970, da antiga Universidade de Paris. 

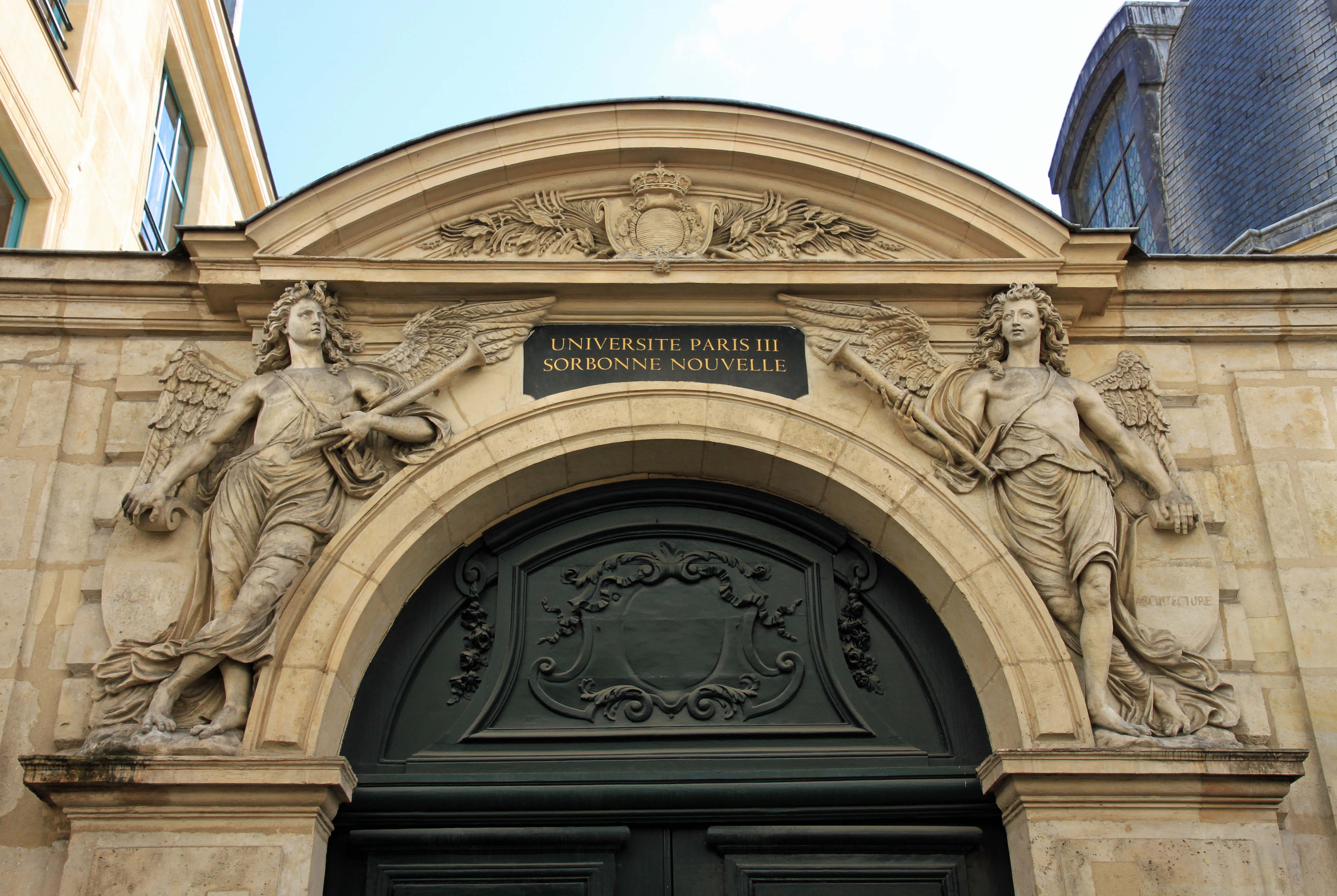
Campus da Sorbonne Nouvelle - Paris III, 5 rue de l'Ecole de Médecine, Paris.

## Origens
O Colégio da Sorbonne foi fundado em 1257 por Robert de Sorbon. Séculos mais tarde incluído na Universidade de Paris, que era metonimicamente conhecida por "Sorbonne", ele está na origem da atual Faculdade de Letras e Ciências Humanas da Universidade Sorbonne Nouvelle.

A Sorbonne Nouvelle foi uma das universidades de Paris que herdaram tanto partes do campus da Sorbonne, quanto parcialmente seu nome  após a divisão ocorrida na Universidade de Paris - em conseqüência dos eventos ocorridos em 1968, o "Maio Francês".

## A Sorbonne Nouvelle hoje em dia
A Sorbonne Nouvelle possui departamentos de literatura, linguística, línguas modernas, artes, comunicação social, estudos europeus e latino-americanos. 
De acordo com o QS World University Rankings de 2019, a Sorbonne Nouvelle é a 78° universidade em artes e ciências humanas do mundo.

## Campus
A Sorbonne Nouvelle possui vários campi em Paris, e um em Asnières. Os principais são:
- La Sorbonne - central de administrativa; literatura.
- Censier - o principal centro de ensino, nomeado de acordo com a rua adjacente
- Bièvre - abriga as diversas salas de ensino e pesquisa para o estudo de línguas e o refeitórios estudantil
- Rue Saint Jacques - aulas de francês como língua estrangeira
- Rue des Bernardins - linguística e fonética
- Rue de l' Ecole de Médecine - estudos de língua inglesa
- Rue Saint Guillaume - abriga o Instituto de Altos Estudos Latino-Americanos (IHEAL, fr: Institut des Hautes Etudes de l’Amérique latine).
- Place du Maréchal-de-Lattre-de-Tassigny - Escola de Interpretação e Tradução (ESIT).
- Asnières - localizado fora de Paris, abriga o Departamento de Estudos Alemães

## Ex-alunos famosos
- Cédric Klapisch, cineasta, produtor e argumentista
- Chiara Mastroianni, atriz
- Jean-Pierre Thiollet, escritor, ensaísta